# Ram Dass

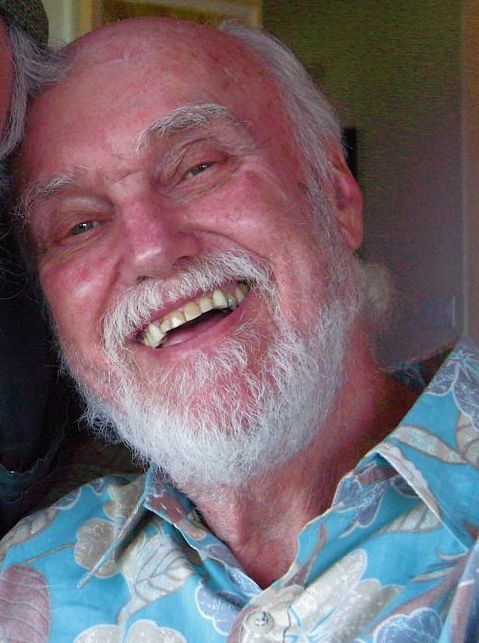
Ram Dass (2008)

Ram Dass (ur. 6 kwietnia 1931 w Bostonie jako Richard Alpert, zm. 22 grudnia 2019 na Maui) – amerykański nauczyciel duchowy, pisarz, a wcześniej także psycholog, profesor na Uniwersytecie Harvarda.
Swoje imię przyjął w czasie pobytu w Indiach w latach 60. Podczas pracy na Harvardzie, wspólnie z Timothym Learym prowadził badania nad efektami substancji psychodelicznych u ludzi. W 1963 roku, w tym samym czasie co Leary, został zwolniony z pracy na uczelni, rzekomo z powodu poczęstowania studenta psylocybiną.
Był wegetarianinem.